# Gloucestershire
Gloucestershire é um condado na região Sudoeste da Inglaterra com sede em Gloucester. Possui 2 653 quilômetros quadrados. De acordo com o o censo de 2018, havia 633 558 habitantes. Se divide em sete distritos: Gloucester, Tewkesbury, Cheltenham, Cotswold, Stroud, Forest of Dean e Gloucester Sul.